# Vindula ochracea
Vindula ochracea är en fjärilsart som beskrevs av Talbot 1932. Vindula ochracea ingår i släktet Vindula och familjen praktfjärilar. Inga underarter finns listade i Catalogue of Life.